# Müfit Kayacan

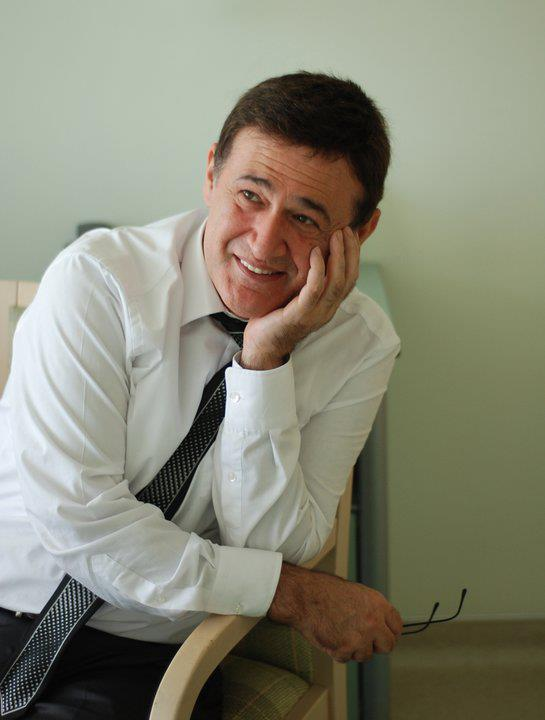
Müfit Kayacan

Müfit Kayacan (Yeşilköy, 17 gennaio 1959) è un attore e regista teatrale turco, noto per aver interpretato il ruolo di Rıfat İlbey nella serie Brave and Beautiful (Cesur ve Güzel).

## Biografia
Müfit Kayacan è nato il 17 gennaio 1959 a Yeşilköy (Turchia), fin da piccolo ha coltivato la passione per la recitazione.

## Carriera
Müfit Kayacan si è laureato in ingegneria industriale presso l'Università Adana Çukurova. È uno dei fondatori dell'Antalya Metropolitan Municipality City Theatres (AŞT), dove ha interpretato il suo primo ruolo nel 1983, ed è stato direttore artistico generale per venticinque anni. Durante questo periodo, ha preso parte a trentadue spettacoli diversi e ha diretto 25 spettacoli. Allo stesso tempo, ha lavorato come capo del dipartimento dei servizi culturali nella municipalità metropolitana di Antalya per 10 anni. Il Festival Nazionale del Teatro per le Scuole Superiori, uno dei tanti festival avviati durante il suo incarico, è iniziato nel 1993 per la prima volta con la partecipazione di 6 scuole superiori. Kayacan, che è stato anche membro della giuria al Golden Orange Film Festival, è anche uno dei creatori del Likya Seyirlik Games Festival. È anche uno dei dirigenti del progetto Women Meet with Theatre. È anche apparso in numerose serie TV e film.
Nel 2012 è stato nominato per il premio Miglior attore in un musical o commedia al 16° Afife Theatre Awards per il suo ruolo di Abdi in Kanlı Nigâr, che ha portato in scena all'Adım Theatre e in cui ha anche recitato.

## Vita privata
Müfit Kayacan è sposato con Nilgün Kayacan ed ha due figli che si chiamano Halil Bey e Meryem Hanım.

## Filmografia

### Cinema
- Çılgın Dersane, regia di Faruk Aksoy (2006)
- Çılgın Dersane Kampta, regia di Faruk Aksoy (2007)
- Olur İnşallah, regia di Tolga Baş (2015)
- Abluka, regia di Emin Alper (2015)
- Kırık Kalpler Bankası, regia di Onur Ünlü (2016)
- Albüm, regia di Mehmet Can Mertoğlu (2016)
- Yol Kenarı (2017)
- Körfez (2017)
- Anons (2018)
- Son Çıkış (2018)
- Kız Kardeşler (2019)
- Aykut Enişte, regia di Onur Bilgetay (2019)
- Görülmüştür (2019)
- Küçük Şeyler, regia di Kıvanç Sezer (2019)
- Cinayet Süsü, regia di Ali Atay (2019)
- Bir Nefes Daha (2020)
- Bayi Toplantısı, regia di Bedran Güzel (2020)
- Biz Böyleyiz, regia di Caner Özyurtlu (2020)
- Aykut Enişte 2, regia di Onur Bilgetay (2021)

### Televisione
- Şıh Senem – serie TV (2003)
- Kezban Yenge – serie TV (2005)
- Maçolar – serie TV (2006)
- Öyle Bir Geçer Zaman ki – serie TV (2010)
- Şubat – serie TV (2012)
- Aşk Yeniden – serie TV (2015)
- Eşkıya Dünyaya Hükümdar Olmaz – serie TV (2016)
- Brave and Beautiful (Cesur ve Güzel) – serial TV (2016-2017)
- Tutsak – serie TV (2017)
- Adı: Zehra – serie TV (2018)
- Bartu Ben – serie TV (2018)
- Yüzleşme – serie TV (2019)
- Aşk Ağlatır – serie TV (2019)
- Zemheri – serie TV (2020)
- Alef – serie TV (2020)
- Love 101 (Aşk 101) – serie TV (2020)
- Aile Şirketi – serie TV (2020)
- Çukur – serie TV (2021)
- Kaderimin Oyunu – serie TV (2021-2022)

### Cortometraggi
- Hit Me Baby, regia di Semih Gülen (2018)
- Insa hâli, regia di Enes Ertürk (2021)

## Teatro

### Come attore
- Ormanın Bekçileri, scritto da Ülker Köksal (1983)
- Küçük Nasreddin, scritto da Serpil Akıllıoğlu (1984)
- Rumuz Goncagül, scritto da Oktay Arayıcı (1984)
- Becerikli Kanguru, scritto da Ahmet Önel (1985)
- Topuzlu, scritto da Hidayet Sayın (1985)
- Köşe Kapmaca, scritto da Hidayet Sayın (1986)
- Kırmızı Sokağın Suzanı, scritto da Erdoğan Aytekin (1987)
- Keşanlı Ali Destanı, scritto da Haldun Taner (1988)
- Gözlerimi Kaparım Vazifemi Yaparım, scritto da Haldun Taner (1989)
- Ay Işığında Şamata, scritto da Haldun Taner (1990)
- Canlar Ölesi Değil, scritto da Haldun Taner (1990)
- Sayım Suyum Yok, scritto da Ahmet Önel (1990)
- Fehim Paşa Konağı, scritto da Turgut Özakman (1991)
- Kanlı Nigar, scritto da Sadık Şendil (1992)
- Nalınlar, scritto da Necati Cumali (1993)
- Öykülerin Azizliği, scritto da M. Taner Çelik (1995)
- Köşe Kapmaca, scritto da Hidayet Sayın (1996)
- Düğün Ya Da Davul, scritto da Haşmet Zeybek (1997)
- Aşk Grevi, scritto da Savaş Aykılıç (1998)
- Politikada Bir Sarı Çizmeli, scritto da Recep Bilginer (1999)
- Cimri, scritto da Moliere (2000)
- Yobaz, scritto da Metin Balay (2001)
- Töre, scritto da Turgut Özakman (2002)
- Rumuz Goncagül, scritto da Oktay Arayıcı (2002)
- Komşu Köyün Delisi, scritto da Üstün Dökmen (2003)
- Definename, scritto da Sinan Bayraktar (2004)
- Vatan Kurtaran Şaban, scritto da Haldun Taner (2009)
- Fehim Paşa Konağı, scritto da Turgut Özakman (2010)
- İnadına Yaşamak, scritto da Metin Balay (2011)
- Heccav Yahut Şair Eşref'in Esrarengiz Macerası, scritto da Semih Çelenk (2012)
- Carmela y Paolino, scritto da Jose Sanchis Sinisterre (2013)
- Azizname, scritto da M. Taner Çelik (2014)
- Entrikalı Dolap Komedyası (2016)
- Bu da Geçer Yahu (2018)

### Come regista
- Becerikli Kanguru, scritto da Ahmet Önel (1985)
- Kırmızı Sokağın Suzanı, scritto da Erdoğan Aytekin (1987)
- Keşanlı Ali Destanı, scritto da Haldun Taner (1988)
- Gözlerimi Kaparım Vazifemi Yaparım, scritto da Haldun Taner (1989)
- Ay Işığında Şamata, scritto da Haldun Taner (1990)
- Canlar Ölesi Değil, scritto da Haldun Taner (1990)
- Sayım Suyum Yok, scritto da Ahmet Önel (1990)
- Fehim Paşa Konağı, scritto da Turgut Özakman (1991)
- Kanlı Nigar, scritto da Sadık Şendil (1992)
- Nalınlar, scritto da Necati Cumalı (1993)
- Politikada Bir Sarı Çizmeli, scritto da Recep Bilginer (1999)
- Töre, scritto da Turgut Özakman (2002)
- Aşk Grevi, scritto da Savaş Aykılıç (2010)

## Doppiatori italiani
Nelle versioni in italiano dei suoi film e delle sue serie TV, Müfit Kayacan è stato doppiato da:
- Pierluigi Astore[9] in Brave and Beautiful[10]

## Riconoscimenti
- Golden Mask Theatre Awards Mersin
  - 1989: Candidato come Miglior regista per Keşanlı Ali Epic, presso il teatro Antalya BB City

- Premi del pubblico diretto 
  - 2009: Candidato come Miglior attore per Vatan Kurtaran Şaban, presso il teatro Antalya BB City

- Turkish Film Critics Association (SIYAD) Awards
  - 2019: Candidato come Miglior attore non protagonista per Passed by Censor

- 16º Afife Theatre Awards
  - 2012: Candidato come Miglior attore in un musical o commedia per Kanlı Nigar